# Xã Blackbird, Quận Thurston, Nebraska
Xã Blackbird (tiếng Anh: Blackbird Township) là một xã thuộc quận Thurston, tiểu bang Nebraska, Hoa Kỳ. Năm 2010, dân số của xã này là 1.319 người.